# Udo II. von Veldenz
Udo II. von Veldenz († 4. April 1186 wahrscheinlich in Naumburg) war von 1161 bis 1186 Bischof von Naumburg. 
Udo war der Sohn des Grafen Gerlach I. von Veldenz und der Cäcilie († 1141), Tochter Ludwigs des Springers aus dem Hause der Ludowinger. Er war somit Neffe Udos I. von Thüringen, Bischof von Naumburg von 1125 bis 1148. Der Landgraf von Thüringen Ludwig II. war sein Cousin und die Königin von Böhmen Judith war seine Cousine.

## Leben
Udo II. ist von 1140 bis 1159 als Propst in Zeitz bezeugt. Am 2. Oktober 1161 wurde er als Bischof von Naumburg ordiniert.
Als Anhänger der Staufer war er in Reichsangelegenheiten 1162 in Italien und Burgund unterwegs. Er nahm 1163 am Fürstentag in Nürnberg teil, tauschte 1164 Güter mit dem Kloster Oberzell, weilte häufig in der Nähe des Kaisers Barbarossa und nahm am Zug gegen Rom 1167 teil. Durch den Tausch mit Oberzell, gelangte er für das Bistum an die Güter in Ostheim, Lauringen, Höchheim, Himmelstadt, Birkenfeld und Karbach. 1169 schenkte er dem Naumburger Domkapitel den Forst Aue vor Naumburg, war 1173 Zeuge der Gründung des Klosters Zelle bei Aue, was auf Interesse an der Erschließung des Westerzgebirges für die Naumburger Diözese hinweist. Besonders kümmerte er sich um den Ausbau der Klöster des Bistums Naumburg. So besonders für das Kloster Bosau, Kloster Schulpforte, das Zeitzer Stephanskloster, das Nonnenkloster Remse, sowie für die Naumburger Inventarien St. Moritz und St. Georg. Zudem stiftete er mit dem Kaiser das Chorherrenstift auf dem Berge vor Altenburg, das ihm selbst geweiht wird. 1179 nahm er am Dritten Laterankonzil in Rom teil und erschien letztmals 1185 als Urkundenaussteller.
Die Chroniken schreiben über ihn, dass er hochbetagt gestorben sei. Möglich wäre als Sterbeort Naumburg, da er als alter, gebrechlicher Mann nicht mehr gereist sein dürfte. Der Ort seiner Bestattung ist unbekannt, der plausible Hinweis auf eine Bestattung im Naumburger Dom stammt aus der Taubeschen Chronik des Geschichtsfälschers Johann Georg Rauhe. Eine Darstellung seiner Person befindet sich im Naumburger Dom im Westchor auf der Nordseite im sogenannten Laienfenster aus dem 13. Jahrhundert. Zudem sind zwei Brakteaten aus seiner Zeit bekannt.